# Équipe du Maroc de football en 1957
L'équipe du Maroc de football qui venait juste d'être créée participa cette année aux jeux panarabes de 1957 et réussit à atteindre la place de quatrième après un forfait face au Liban pour la troisième place.

## Matchs
| Date            | Stade           | Adversaire | Score    | Comp           | Buteurs marocains |
| --------------- | --------------- | ---------- | -------- | -------------- | ----------------- |
| 19 octobre 1957 | Beyrouth, Liban | Irak       | 3-3      | Jeux panarabes |                   |
| 21 octobre 1957 | Beyrouth, Liban | Libye      | 5-1      | Jeux panarabes |                   |
| 23 octobre 1957 | Beyrouth, Liban | Tunisie    | 3-1      | Jeux panarabes |                   |
| 26 octobre 1957 | Beyrouth, Liban | Syrie      | 1-1      | Jeux panarabes |                   |
| 27 octobre 1957 | Beyrouth, Liban | Liban      | Non joué | Jeux panarabes |                   |

### Bilan en cours
| Rang | Équipe | Pts | J | G | N | P | Bp | Bc | Diff |
| ---- | ------ | --- | - | - | - | - | -- | -- | ---- |
| #    | Maroc  | 8   | 5 | 2 | 2 | 1 | 12 | 9  | +3   |